# Орлиная
Орлиная (устар. Орлинная) — река в Надымском районе Ямало-Ненецкого автономного округа. Устье реки находится на 40-м км по правому берегу реки Обь (Надымская Обь). Длина реки составляет 12 км.

## Данные водного реестра
По данным государственного водного реестра России относится к Нижнеобскому бассейновому округу, водохозяйственный участок реки — Обь от города Салехард и до устья, речной подбассейн реки — бассейны притоков Оби ниже впадения Северной Сосьвы. Речной бассейн реки — (Нижняя) Обь от впадения Иртыша.